# Battle Game in 5 Seconds
Battle Game in 5 Seconds (яп. 出会って5秒でバトル, Deatte Go-byō de Batoru, укр. Бій через 5 секунд після зустрічі) — манґа, написана Саідзо Хараватою та ілюстрованою Кашіва Міяко. Вона публікується в додатку MangaONE та на сайті Ura Sunday з серпня 2015 року. Це ремейк вебкоміксу Харавати з такою ж назвою. Аніме-адаптація, створена студіями SynergySP та Vega Entertainment (з CG-анімацією від Studio A-Cat), виходила з липня по вересень 2021 року.

## Сюжет
Акіра Шіроянагі, 16-річний учень старшої школи з відмінними оцінками та захоплений комп'ютерними іграми нудьгує від свого звичайного повсякденного життя. Він був атакований загадковим чоловіком у бинтах який раптово з'явився і зміг відбитися як у грі, але був убитий жінкою схожою на чаклунку яка з'явилася після нього. Кей прокидається в загадковому схожому на лікарню місці, і жінк, схожа на магістра Мецуне, з'являється на місці де зібралися люди з подібними обставинами. Пояснюється, що кожен з них боротиметься використовуючи «здібність» що була їм надана. Після першої програми індивідуальних боїв, другої програми індивідуальних боїв у групах по п'ять, і третьої програми командних боїв, етап переходить до четвертої програми, в якій 6 груп по 12 осіб, включаючи одного спостерігача.

## Персонажі

### Головні герої
Акіра Широянагі (яп. 白柳 啓, Shiroyanagi Akira)
16-річний учень другого курсу, який відмінно вчиться, але більше любить ігри через їх непередбачуваність. Його здатність називається «Sophist» (Софіст), і дозволяє йому використовувати будь-яку здатність, яку інша особа (суперник або партнер) вважає що він має.
Юрі Амагаке (яп. 天翔 優利, Amagake Yūri)
17-річна школярка, яка ненавидить слово «співпадіння», оскільки вважає, що всі випадкові події ведуть до нещасливого життя. Її здатність називається «Демон-Бог» і дозволяє збільшити її фізичні можливості в п'ять разів. Вона має почуття до Акіри.
Мадока Кірісакі (яп. 霧崎 円, Kirisaki Madoka)
Школяр, що є хуліганом. Його здатність — перетворювати будь-яку палку на меч, який може прорізати все, включаючи ефекти інших здібностей.
Шін Кумагірі (яп. 熊切 真, Kumagiri Shin)
Реслер. Його здатність полягає в тому, щоб ставати невразливим на дві секунди; це візуально зображується як обладунок.
Рін Кашії (яп. 香椎 鈴, Kashii Rin)
Спокуслива і маніпулятивна офісна леді, чия здатність полягає в створенні тортурних пристроїв з тілесних рідин.
Рінго Татара (яп. 多々良 りんご, Tatara Ringo)
Дівчина маленької статури, чия здатність «Плагіат» дозволяє їй копіювати здатність іншої особи з близько 1/10 реальної сили.

### Інші персонажі
Міон (яп. 魅音, Mion)
Кішка-дівчина, жорстока садистка, яка зацікавлена в тому, щоб спостерігати, як люди вбивають одне одного заради її власного задоволення. Вона є однією з Спостерігачів.
Ян (яп. ヤン, Yan)
Послідовник Міон, одягнений у китайський стиль.

## Медіа

### Манґа
Створена Саідзо Хараватою, манґа Battle Game in 5 Seconds спочатку була запущена як вебкомікс, а її ремейк ілюстрований Кашіва Міяко, почав публікуватися на додатку MangaONE і на сайті Ura Sunday 11 і 18 серпня 2015 року відповідно. У жовтні 2024 року Міяко оголосила що манґа піде на паузу через проблеми зі здоров'ям і особистими обставинами, що тривають з початку року, також зазначивши що серія наближається до свого завершення. Shogakukan зібрав розділи манги в окремі томи. Перший том був випущений 26 лютого 2016 року. Станом на 10 жовтня 2024 року вийшло 26 томів.
| №  | Дата виходу       | ISBN                   |
| -- | ----------------- | ---------------------- |
| 1  | 26 лютого 2016    | ISBN 978-4-09-127028-3 |
| 2  | 17 червня 2016    | ISBN 978-4-09-127308-6 |
| 3  | 19 жовтня 2016    | ISBN 978-4-09-127384-0 |
| 4  | 17 березня 2017   | ISBN 978-4-09-127549-3 |
| 5  | 19 липня 2017     | ISBN 978-4-09-127656-8 |
| 6  | 12 грудня 2017    | ISBN 978-4-09-128047-3 |
| 7  | 19 березня 2018   | ISBN 978-4-09-128219-4 |
| 8  | 19 липня 2018     | ISBN 978-4-09-128426-6 |
| 9  | 19 жовтня 2018    | ISBN 978-4-09-128637-6 |
| 10 | 19 лютого 2019    | ISBN 978-4-09-128754-0 |
| 11 | 12 червня 2019    | ISBN 978-4-09-129231-5 |
| 12 | 11 жовтня 2019    | ISBN 978-4-09-129416-6 |
| 13 | 19 лютого 2020    | ISBN 978-4-09-129588-0 |
| 14 | 18 червня 2020    | ISBN 978-4-09-850112-0 |
| 15 | 19 листопада 2020 | ISBN 978-4-09-850334-6 |
| 16 | 18 березня 2021   | ISBN 978-4-09-850481-7 |
| 17 | 12 липня 2021     | ISBN 978-4-09-850620-0 |
| 18 | 12 жовтня 2021    | ISBN 978-4-09-850765-8 |
| 19 | 18 березня 2022   | ISBN 978-4-09-851031-3 |
| 20 | 19 липня 2022     | ISBN 978-4-09-851198-3 |
| 21 | 17 листопада 2022 | ISBN 978-4-09-851409-0 |
| 22 | 12 квітня 2023    | ISBN 978-4-09-852003-9 |
| 23 | 19 вересня 2023   | ISBN 978-4-09-852548-5 |
| 24 | 9 лютого 2024     | ISBN 978-4-09-853123-3 |
| 25 | 11 червня 2024    | ISBN 978-4-09-853386-2 |
| 26 | 10 жовтня 2024    | ISBN 978-4-09-853645-0 |

### Аніме
У листопаді 2020 року було оголошено, що манґа отримає адаптацію у вигляді аніме-серіалу. Серіал анімується студіями SynergySP та Vega Entertainment, режисером є Нобуюоші Арай, головним директором — Мейго Найт, сценаристом — Токо Мачіда, а CG-анімацію створює Studio A-Cat. Дизайн персонажів розробляють Томокатсу Наґасаку та Ікуо Ямамото. Аніме вийшло в ефір з 13 липня по 28 вересня 2021 року на телеканалах Tokyo MX та BS11.
Опенінґ «No Continue» виконується Акарі Кіто, а ендінґ «Makeibe Jikkyō Play» (яп. 負けイベ実況プレイ, «Давайте транслювати прохід поганого фіналу») виконана 15-sai та Сейко Оморі. Crunchyroll транслював серіал поза межами Азії, а Muse Communication ліцензувала його для Південної та Південно-Східної Азії.

## Сприйняття
Станом на листопад 2020 року, тираж манги становив 2 мільйони примірників.
Battle Game in 5 Seconds була номінована на 67-у премію Shogakukan Manga Award у категорії шьонен у 2021 році.

## Нотатки
1. 1 2  Виробництво анімації (アニメーション制作)
2. ↑  Виробництво CG-анімації (CGアニメーション制作)